# اولیانا لوپاتکینا
اولیانا ویاچِسلاوُونا لوپاتْکینا (به روسی: Ульяна Вячеславовна Лопаткина) (زادهٔ ۲۳ اکتبر ۱۹۷۳) رقص‌پرداز و بالرین اوکراینی ـ روسی است. او هم‌اکنون، به‌عنوان بالرین اول، در بالهٔ مارینْسکی در سن پترزبورگ اشتغال دارد.
او برندهٔ جوایزی همچون هنرمند مردمی روسیه شده‌است.

## اجراها و رپرتوار
لوپاتکینا در نقش‌های کلاسیک و دراماتیک عالی است. او نمونه‌ای کامل از مکتب روسی (کیروف) با اندام‌های کشیده، قدرت زیاد و خلوص کلاسیک خط و همچنین موسیقیایی برجسته است. 
رپرتوار او شامل موارد زیر است:
- ژیزل (ژیزل، میرتا)،
- لو کورسایر (مدورا)
- لا بایادر (نیکیا)
- گرند پاس از پاکیتا
- زیبای خفته (پری یاس بنفش)
- دریاچه قو (اودت-اودیل)
- ریموندا (ریموندا، کلمنز)
- قو
- شهرزاد (زبیده)
- چشمه باخچیسرای (زارما)
- افسانه عشق (مخمنه بهنو)
- سمفونی لنینگراد (دختر)
- Pas de Quatre (Маria Taglioni)
- سرناد
- کنسرتو پیانو شماره ۲ چایکوفسکی (باله امپریال)
- سمفونی در دو (موومان دوم)
- لا والسه
- جواهرات (الماس)
- در شب
- فندق‌شکن (بخش‌های برجسته: معلم و دانش‌آموز)
- جوان مرد و مردن
- گویا-انحراف
- Le baiser de la fée (پری)، Le Poeme de l´Extase
- در میانه

## زندگی شخصی
[ ویرایش منبع ]
لوپاتکینا تا زمان طلاقشان در سال ۲۰۱۰ با معمار و نویسنده ولادیمیر کورنف ازدواج کرده بود. آنها یک دختر به نام ماشا دارند که در سال ۲۰۰۲ متولد شده است. 
لوپاتکینا در مصاحبه‌ای با روزنامه ساندی تایمز در سال ۲۰۰۵ جزئیاتی از زندگی روزمره خود را فاش کرد. او بین ساعت ۹ تا ۱۰ صبح از خواب بیدار می‌شود. در کیروف، او ابتدا در کلاسی با دیگر رقصندگان شرکت می‌کند و پس از آن، تا زمان مرگ نینل کورگاپکینا ، به صورت شخصی با او تمرین می‌کند. پس از مدتی استراحت، لوپاتکینا تمرینات بیشتری انجام می‌دهد یا به آموزش رقصندگان جوان‌تر کمک می‌کند. 
لوپاتکینا یک بالرین قدبلند است: قد او 1.75 متر (5 فوت و 9 اینچ) است و کفش‌هایی با سایز 10.5 آمریکا (8 بریتانیا) می‌پوشد. لوپاتکینا در هر اجرا از دو جفت کفش که مخصوص او ساخته شده‌اند استفاده می‌کند. 

## جوایز
- مسابقه بین‌المللی واگانووا پریکس (سن پترزبورگ، ۱۹۹۱).
- گلدن سافیت (۱۹۹۵)
- نقاب طلایی ( ۱۹۹۷)
- جایزه Benois de la Danse (1997)
- جایزه بالتیکا (۱۹۹۷)
- ایونینگ استاندارد (۱۹۹۸)
- جایزه دولتی روسیه (۱۹۹۹)
- هنرمند ارجمند روسیه (۲۰۰۰)
- جایزه بالتیکا (۲۰۰۱)
- هنرمند مردمی روسیه (2006).

## فیلم‌شناسی و گالری عکس
- فیلم‌شناسی لوپاتکینا. فیلم‌های MSN (بازیابی شده در ۳۰ دسامبر ۲۰۰۷)

- لوپاتکینا - گالری عکس در www.ballerinagallery.com (بازیابی شده در 30 دسامبر 2007)

## همچنین ببینید
- فهرست رقصندگان باله روسیه